# Gustaaf De Smet
Gustaaf De Smet (Mariakerke, 15 maggio 1935 – Oostakker, 28 maggio 2020) è stato un ciclista su strada belga.
Conta la vittoria della Quatre Jours de Dunkerque del 1965 e di numerose semi-classiche del Belgio

## Carriera
Era uno specialista delle Classiche del pavé: nel 1956, da dilettante, riuscì ad imporsi in tutte e tre le principali corse belghe aventi queste caratteristiche. Da professionista non ebbe invece eguale fortuna e pur arrivando spesso a lottare per la vittoria non riuscì mai ad aggiudicarsi una grande Classica.
Vinse alcune tipiche gare in linea del Belgio come la Kuurne-Bruxelles-Kuurne, lo Schaal Sels (dove fu anche due volte secondo, 1957 e 1965) ed il Nationale Sluitingsprijs (secondo nel 1962 e 1966); concluse inoltre al terzo posto il Grand Prix d'Isbergues 1962, la Freccia del Brabante 1963, ed il Grand Prix de la Ville de Zottegem 1967
È salito sei volte sul podio del Kampioenschap van Vlaanderen - Koolskamp conseguendo due vittorie, 1961 e 1964, e quattro terzi posti, il primo nel 1960 e poi consecutivamente per tre edizioni dal 1965 in avanti.
Nel 1964 fu terzo nella Parigi-Tours, terminata con una volata generale, e l'anno dopo secondo, dietro Gerben Karstens che riuscì scongiurare, anticipando di pochi secondi il gruppo, un nuovo arrivo a ranghi compatti.
Il 1965 fu complessivamente l'anno migliore in termini di risultati poiché, oltre a quanto sopra, vinse la Quatre Jours de Dunkerque con anche tre affermazioni di tappa, il Grand Prix de Denain e concluse sul podio diverse importanti corse in linea del Belgio fra cui la Gand-Wevelgem e la Nokere Koerse. Fu inoltre quinto alla Parigi-Bruxelles e ottavo al Giro delle Fiandre.
In questa stessa stagione prese parte al suo primo ed unico Grande giro, il Tour de France dove però si ritirò nel corso della nona tappa. Nelle poche tappe disputate colse alcuni piazzamenti e sfiorò il successo pieno nella settima frazione, La Baule > La Rochelle, in cui giunse secondo al termine di una volata ristretta a nove uomini, dietro Edward Sels.
Nel 1966 nella Parigi-Roubaix vinta da Felice Gimondi fu terzo, preceduto solo da Jan Janssen nel gruppetto di ciclisti che si giocarono la piazza d'onore.

## Palmarès
- 1956 (Dilettanti, quattro vittorie)

Giro delle Fiandre dilettanti
Gand-Wevelgem amateurs
Omloop Het Volk voor Beloften&elite z-c
De Pinte
- 1960 (Carpano/De Visscher Spor, una vittoria)

Schaal Sels
- 1961 (Groene Leeuw, una vittoria)

Circuit de Belgique centrale
- 1962 (Wiel's, due vittorie)

Omloop der Leiebochten
Gent-Brugge-Anversa
- 1963 (Wiel's, quattro vittorie)

Grand Prix de Denain
Omloop der Vlaamse Ardennen - Ichtegem
Nationale Sluitingprijs - Putte-Kapellen
Prix de Berlare
- 1964 (Wiel's, tre vittorie)

Kampioenschap van Vlaanderen - Koolskamp
Nationale Sluitingprijs - Putte-Kapellen
Omloop der Vlaamse Gewesten
- 1965 (Wiel's, sei vittorie)

Grand Prix de Rousies
Grote Bankprijs Roeselare
1ª tappa Quatre Jours de Dunkerque (Dunkerque > Maubeuge)
2ª tappa Quatre Jours de Dunkerque (Maubeuge > Valenciennes)
5ª tappa, 1ª semitappa Quatre Jours de Dunkerque (Dunkerque > Wormhout)
Classifica generale Quatre Jours de Dunkerque
- 1966 (Wiel's, due vittorie)

Kuurne-Bruxelles-Kuurne
Sint Martens-Lierde
- 1967 (Groene Leeuw, due vittorie)

Omloop der Vlaamse Ardennen - Ichtegem
Grand Prix Flandria
- 1968 (Pull Over Central, due vittorie)

Circuit du Houtland
Bruxelles-Bievene

### Altri successi
- 1958 (Grone Leeuw, una vittoria)

Criterium di Tielt
- 1961 (Groene Leeuw, una vittoria)

Kermesse di Koksijde
- 1962 (Wiel's, cinque vittorie)

Ninove - Prix Victor Standaert (Kermesse)
Kermesse di Oostrozebeke
Kermesse di Zwevezele
Kermesse di Ingelmunster
Kermesse di Buggenhout
- 1963 (Wiel's, sei vittorie)

Criterium di Deinze
Criterium di Havenronde
Criterium di Heusden
Criterium di Langemark
Kermesse di Kruishoutem
Kermesse di Boom
- 1964 (Wiel's, sette vittorie)

Memorial Fred De Bruyne - Criterium di Berlare
Grand Prix Stad Kortrijk (Criterium)
Criterium di Harelbeke
Kermesse di Duffel
Kermesse di Oostakker
Kermesse di Kruishoutem
Kermesse di Zwevezele
- 1965 (Wiel's, undici vittorie)

Criterium di Zingem
Criterium di Drongen
Criterium di Oudegem
Criterium di Liedekerke
Kermesse di Oostrozebeke
Kermesse di Eeklo
Kermesse di Meerhout
Kermesse di Gistel
Kermesse di Melle
Kermesse di Zele
Kermesse di Zwevezele
- 1966 (Wiel's, tre vittorie)

Criterium di Landegem
Criterium di Sint-Gillis-Waas
Kermesse di Waarschoot
- 1967 (Groene Leeuw, tredici vittorie)

Grote Prijs Georges Desplenter - Handzame (Kermesse)
Grand Prix Wingene - Kampioenschap van West-Vlaanderen (Kermesse)
Criterium di Erembodegem
Criterium di Burst
Criterium di Sint-Amandsberg
Criterium di Ouwegem
Criterium di Sint-Gillis-Waas
Criterium di Sinaai
Criterium di Drongem
Criterium di Baasrode
Kermesse di Mere
Kermesse di Kortemark
Kermesse di Mortsel
- 1968 (Pull Over Central, due vittorie)

Kermesse di Sint-Andries
Kermesse di Kortenaken

## Piazzamenti

### Grandi Giri
- Tour de France

1965: ritirato (alla 9ª tappa)

### Classiche monumento
- Milano-Sanremo

1963: 37º
- Giro delle Fiandre

1964: 8º
1965: 8º
1967: 16º
- Parigi-Roubaix

1963: 14º
1966: 3º
1967: 31º

### Competizioni mondiali
- Giochi olimpici

Melbourne 1956 - In linea: 24º
Melbourne 1956 - Cronosquadre: 7º